# العلاقات العراقية اليونانية
العلاقات العراقية اليونانية وهي العلاقات الرسمية بين دولتي العراق و اليونان، تاريخ البلدين متأصل في القدم منذ زمن الإمبراطور الكبير اسكندر الأكبر وألذي مات في مدينة بابل.
لدى العراق سفارة في أثينا، ولدى اليونان سفارة في بغداد، وقنصلية في أربيل، واليونان هي من أقرب الدول الأوروبية للعراق وتربط بين العراق واليونان علاقات ثقافية واجتماعية مشتركة، بعد تولي صدام حسين السلطة في العراق في عام 1979 عزز علاقات العراق مع اليونان، حيث قامت اليونان بدعم العراق في الحرب العراقية الإيرانية، وفي سنة 1979 زار رئيس الوزراء اليوناني قسطنطينوس كاراميلينوس بغداد وإتفق مع العراق بتعزير العلاقات التجارية مع العراق، وبعد حرب الخليج الأولى دعمت اليونان العراق في برنامج النفط مقابل الغذاء، استمرت العلاقات بين العراق واليونان بعد حرب الكويت كما أن اليونان عارضت غزو العراق.